# Лаусавіса
Лаусавіса (давньосканд. одн. lausavísa, множ. lausavísur) — в скальдичній поезії та пізнішій ісландській станс або декілька стансів, не пов'язаних між собою оповіддю.
В тексті саґи лаусавіса завжди починається зі слів þá kvað (Так кажуть..., Оповідають..., Поговорюють...).